# La Frénaye
 La Frénaye  es una población y comuna francesa, en la región de Alta Normandía, departamento de Sena Marítimo, en el distrito de Le Havre y cantón de Lillebonne.

## Demografía
| 683 | 709 | 1080 | 1210 | 1536 | 1566 |
| Para los censos de 1962 a 1999 la población legal corresponde a la población sin duplicidades (Fuente: INSEE [Consultar]) |     |      |      |      |      |